# Rzędziny

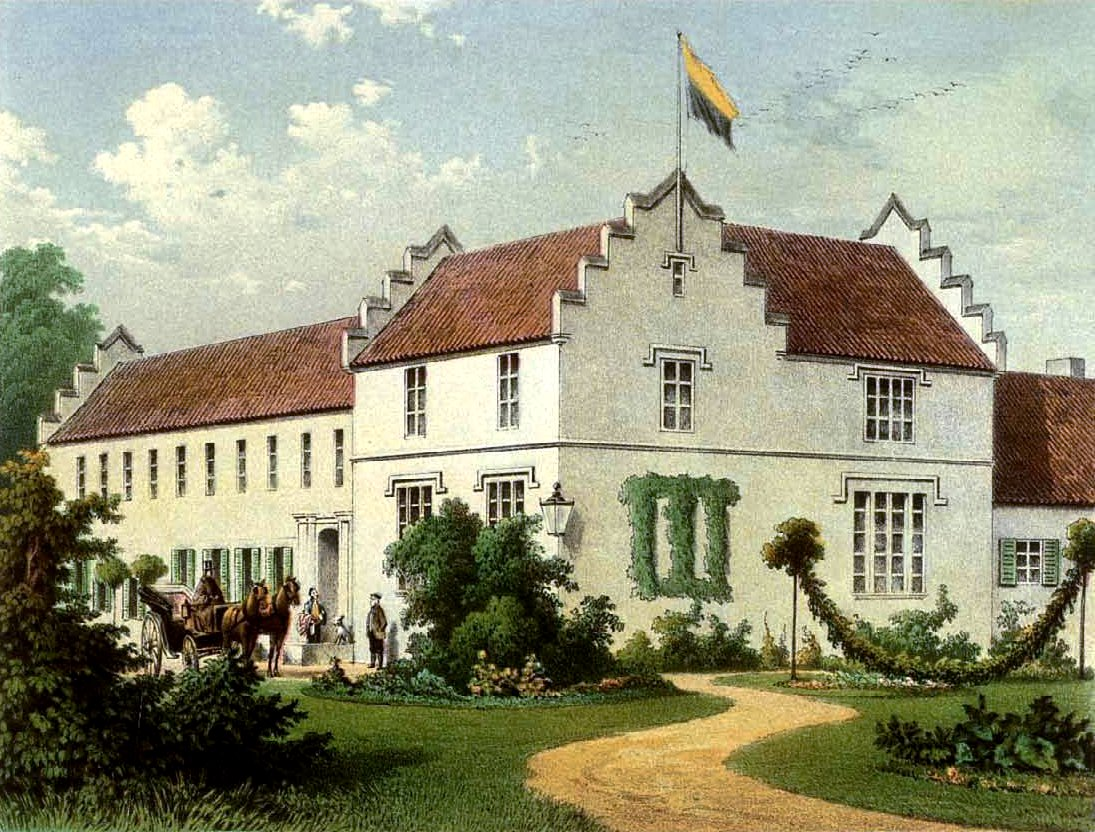
Gräflicher Wohnsitz des Ritterguts Nassenheide um 1860, Sammlung Alexander Duncker

Rzędziny (deutsch Nassenheide) ist ein Dorf bei der Stadt Police (Pölitz) in der polnischen Woiwodschaft Westpommern. Es gehört zur Landgemeinde Dobra (Daber) im Powiat Policki.

## Geographische Lage
Rzędziny liegt im östlichen Vorpommern, etwa 6 km nordwestlich des Dorfs Dobra (Daber), 16 km westlich der Stadt Police und 19 km nordwestlich von Stettin.

## Geschichte
Nassenheide war früher ein Vorwerk mit einem herrschaftlichen Wohnsitz, das zu dem Gut Böck gehörte, welches letztere die Familie Ramin als Lehen besaß und 1284 in einer Urkunde Herzog Bogislaw IV. genannt wurde.
1626 wurde Nassenheide namentlich erstmals genannt. In einer Urkunde von 1644, in der auch auf die weitgehende Zerstörung der Dorfkirche während des Dreißigjährigen Kriegs Bezug genommen wird, wurde Nassenheide als ein „altadlicher Rittersitz“ beschrieben. Die meisten Gutsteile gehörten seit urkundlicher Erstnennung der Familie von Ramin. 1720 kaufte Otto Gustav von Lepel aus dem Hause Neuendorf/Gnitz das Gut Nassenheide. Er war Gouverneur der Festung Küstrin und wurde 1749 erblich in den Grafenstand erhoben. Im Jahr 1771 gelangte auch das Rittergut Böck durch Kauf in den Besitz seines Sohnes, des Grafen und Ritters des Johanniterordens Friedrich Wilhelm von Lepel.
Damit entstand das große Gut Nassenheide mit den Teilen Böck und Blankensee, sowie weiteren zu diesen Pertinenzen gehörenden Vorwerken. In Nassenheide hatte es im 19. Jahrhundert außer dem landwirtschaftlichen Gutsbetrieb auch eine Glashütte, eine Ziegelei und eine Stärkefabrik gegeben. Besitzer des Ritterguts war derzeit die Familie Lepel.
Graf Wilhelm von Lepel war ein großer Kunstliebhaber und legte umfangreiche Kunstsammlungen an, für die er sogar das Schloss wesentlich erweiterte. Einen Großteil davon vermachte er testamentarisch dem preußischen König.
1826 starb der letzte Graf Wilhelm von Lepel kinderlos. Nassenheide war bereits seit dem Kauf durch von Lepel als Kunkellehn ausgeschrieben, das bedeutete, dass auch die weiblichen Familienglieder erben konnten. So kam Nassenheide an die beiden Schwestern von Graf Wilhelm, die mit von Henckel von Donnersmarck und von Schmeling verheiratet waren. Damit ging der Besitz an diese Familien. Die Familie von Henckel von Donnersmarck kaufte später auch die Anteile der von Schmeling auf.
Im Jahr 1851 wurde im Rahmen einer Gebietsreform aus mehreren Ortschaften die Dorfschaft Nassenheide mit 430 Einwohnern neu gebildet.
Nach verschiedenen kurzzeitigen Besitzern ging das Gut dann an die Familie von Arnim.
Von 1896 bis 1908 war das Gut im Besitz der Familie von Arnim. Elizabeth von Arnim schrieb hier ihren bekannten Roman Elisabeth und ihr Garten.
Anfang der 1930er Jahre hatte die Gemarkung der Gemeinde Nassenheide eine Flächengröße von 14,9 km², und auf dem Gemeindegrund standen zusammen 15 Wohnhäuser an drei verschiedenen Wohnorten:
1. Nassenheide
2. Schlangenhorst (heute polnisch Bolków)
3. Ziegelei Nassenheide

Im Jahr 1925 wurden in Nassenheide 288 Einwohner gezählt, die auf 54 Haushaltungen verteilt waren.
Nach 1908 war das Gut in verschiedenem bürgerlichen Besitz und wurde dann nach dem Ersten Weltkrieg überwiegend aufgesiedelt. Einen Resthof von 120 ha kaufte 1937 Ulrich von Koeller.
Bis 1939 gehörte Nassenheide zum Landkreis Randow im Regierungsbezirk Stettin in der Provinz Pommern. Am 15. Oktober 1939 wurde das Dorf Nassenheide in den Landkreis Ueckermünde eingegliedert, bei dem es bis 1945 verblieb.
1944 wurde das Schloss durch einen englischen Bombenangriff zerstört und brannte aus.
Nach Ende des Zweiten Weltkriegs wurde Nassenheide unter polnische Verwaltung gestellt und in Rzędziny umbenannt, obwohl das Potsdamer Abkommen die Oder als westliche Begrenzung der neuen polnischen Gebiete vorschrieb. Stalin hatte eigenmächtig Stettin und Swinemünde, sowie deren Umgebung den Polen zugeordnet.

### Entwicklung der Einwohnerzahl
- 1864: 430[2]
- 1925: 288[5]
- 1933: 198[7]
- 1939: 240[7]

### Religion
Die vor 1945 in Nassenheide anwesende Bevölkerung gehörte mehrheitlich dem evangelischen Glaubensbekenntnis an. Bei der Volkszählung von 1925 befanden sich unter den 288 Einwohnern 176 Protestanten und 102 Katholiken. Die Protestanten gehörten zum evangelischen Kirchspiel Böck, die Katholiken zum katholischen Kirchspiel Stettin.

### Verkehr
Rzędziny (Nassenheide) war ein Haltepunkt der Randower Bahn, die von Stobno (Stöven) (Bahnhofsbezeichnung: Stobno Szczecińskie) nach Nowe Warpno (Neuwarp) führte.

## Persönlichkeiten: Söhne und Töchter des Ortes
- Eleonore Maximiliane Ottilie Henckel von Donnersmarck (1756–1843), geborene Gräfin von Lepel, Palastdame und Oberhofmeisterin bei Maria Pawlowna, Großfürstin von Russland, Schwester des Zaren und Großherzogin von Sachsen-Weimar-Eisenach